# Walerija Wasniecowa
Walerija Wasniecowa (ur. 29 maja 1997 w Możdze) – rosyjska biathlonistka, złota medalistka mistrzostw świata juniorów w biegu pościgowym z 2017 roku.
Po raz pierwszy na arenie międzynarodowej pojawiła się w 2017 roku, kiedy wystąpiła na Mistrzostwa Świata Juniorów w Osrblie. Zajęła tam między innymi 1. miejsce w biegu pościgowym.
W Pucharze Świata zadebiutowała 17 marca 2017 roku w Oslo, zajmując 79. miejsce w sprincie.

## Osiągnięcia

### Mistrzostwa świata juniorów
| Rok  | Miejscowość | Konkurencje | Konkurencje | Konkurencje | Konkurencje | Konkurencje | Konkurencje | Konkurencje |
| Rok  | Miejscowość | IN          | SP          | PU          | MS          | RL          | MR          | SR          |
| ---- | ----------- | ----------- | ----------- | ----------- | ----------- | ----------- | ----------- | ----------- |
| 2017 | Osrblie     | 29.         | 24.         | 1.          | nd.         | 3.          | nd.         | nd.         |
| 2018 | Otepää      | nd.         | 4.          | 5.          | nd.         | 3.          | nd.         | nd.         |

### Mistrzostwa Europy
| Rok  | Miejscowość | Konkurencje | Konkurencje | Konkurencje | Konkurencje | Konkurencje | Konkurencje | Konkurencje |
| Rok  | Miejscowość | IN          | SP          | PU          | MS          | RL          | MR          | SR          |
| ---- | ----------- | ----------- | ----------- | ----------- | ----------- | ----------- | ----------- | ----------- |
| 2018 | Ridnaun     | DNS         | 33.         | 9.          | nd.         | nd.         | –           | –           |

### Puchar Świata

#### Miejsca w klasyfikacji generalnej
| Sezon     | Miejsce |
| --------- | ------- |
| 2016/2017 | -       |
| 2018/2019 | 57.     |
| 2021/2022 | 40.     |